# Hana Sweid
Hana Sweid (hebr. חנא סוויד, ur. 27 marca 1955) – izraelski polityk, Arab, członek Knesetu z listy partii Hadasz.
Urodzony w Ilabon w Izraelu, ukończył studia z inżynierii cywilnej na uczelni Technion w 1982 roku. W latach 1990–1993 pracował na uniwersytecie w Reading. Później, w latach 1993–2003 był przewodniczącym rady lokalnej w Ilabon, następnie w latach 2003–2006 dyrektor Arabskiego Centrum Planowania Alternatywnego.
Po raz pierwszy wybrany do Knesetu w 2006, zdobywał mandat także w wyborach w 2009 i 2013.
Autor wielu artykułów w periodykach specjalistycznych dotyczących planowania przestrzennego. Jest żonaty, ma trójkę dzieci.